# San Zenone al Po
San Zenone al Po är en ort och kommun i provinsen Pavia i regionen Lombardiet i Italien. Kommunen hade 569 invånare (2018).